# Gennadij Sjuganov
Gennadij Andrejevitj Sjuganov (russisk: Геннадий Андреевич Зюганов, tr. Gennadij Andrejevitj Sjuganov; født 26. juni 1944 i Mymrino, Orjol oblast) er en russisk politiker. Sjuganov har siden 1993 været førstesekretær i Den Russiske Føderations Kommunistiske Parti. Sjuganov var medlem af Sovjetunionens kommunistiske parti fra 1966 til dets opløsning 1991.
Ved dumavalget i 2011 gik Kommunistpartiet under Sjuganovs ledelse frem og fik 35 flere mandater end i den foregående mandatperiode.
Ved præsidentvalget i 2000 kandiderede Sjuganov og kom på andenpladsen med knapt 30 % af stemmerne. I 2004 stillede Sjuganov ikke op til præsidentvalget og partiets nye kandidat, Nikolaj Kharitonov, fik betydeligt færre stemmer end Sjuganov havde fået tidligere. I 2008 stillede Sjuganov atter op og fik en del flere stemmer end Kharitonov havde fået i 2004. Ved præsidentvalget 2012 kom Sjuganov på andenpladsen efter Putin, med 17 % af stemmerne.